# اورادو
اورادو (به فرانسوی: Auradou) یک کمون در فرانسه است که در canton of Penne-d'Agenais واقع شده‌است. اورادو ۱۱٫۱۷ کیلومتر مربع مساحت دارد ۵۰ متر بالاتر از سطح دریا واقع شده‌است.